# Мельс (Швейцария)
Мельс (нем. Mels) — коммуна в Швейцарии, в кантоне Санкт-Галлен. 
Входит в состав округа Зарганзерланд. Население составляет 8026 человек (на 1 января 2008 года). Официальный код — 3293.